# Makamau Hekau
Tukala Makamau Hekau, né le 2 février 1938 à Alofi et mort le 25 janvier 2019 dans ce même village,, est un homme politique niuéen.

## Biographie
Boucher de profession et de confession mormone,, il est le père de treize enfants. Aux élections législatives de 1990, il défie sans succès le Premier ministre Sir Robert Rex dans sa circonscription d'Alofi-sud, obtenant 40,8 % des voix tandis que Robert Rex conserve son siège avec 46,7 % des suffrages. Il remporte ce siège aux élections de 1993, après la mort de Robert Rex. Ce sera sa seule victoire, et il n'est donc député que trois ans, durant la législature 1993-1996. Aux élections de 1996, il est le seul député sortant à être battu, défié avec succès dans sa circonscription par Robert Rex Junior, fils du Premier ministre défunt.
Robert Rex Junior conserve ce siège face à Makamau Hekau aux élections de 1999 et de 2002. Makamau Hekau et son épouse se présentent tous deux sans succès aux élections de 2005. Makamau Hekau est battu à Alofi-sud par Organ Viliko, tandis que son épouse Maihetoe Hekau se présente au scrutin national, qui élit six des vingt membres du Parlement de Niué. Sixième ex aequo avec Toke Talagi, elle perd le tirage au sort qui les départage. Makamau Hekau ne se représente plus par la suite, tandis que Maihetoe Hekau est élue députée aux élections de 2008, avant de perdre son siège à celles de 2011. Leur fille Sinahemana Hekau est élue députée en 2023.